# Образование в Нагорно-Карабахской Республике
Образование в Нагорно-Карабахской Республике — система образования в непризнанной Нагорно-Карабахской республике, которая включала дошкольное, среднее, среднее специальное и высшее образование. Контролировалась Министерством образования и науки НКР.

## Дошкольное образование
До Первой карабахской войны в Нагорно-Карабахской автономной области работало около 100 детских садов. В послевоенный период власти непризнанной республики приступили к восстановлению полностью разрушенной системы дошкольного образования. В 2001 году в Степанакерте (Ханкенди) открылся первый государственный детский сад.
4 детских сада открылось в 2007 году, на протяжении 2008—2009 годов было открыто ещё 23 детских сада. В 2010 году детские сады должны были открыться в Степанакерте и селе Ванк (Вянгли), государственный статус должны были получить детские сады Карин така (Дашалты) и Айгестана (Баллыджа). Планируется открытие детских садов в сёлах Гиши (Киш) и Хнушинак (Ханоба) Мартунинского района. Кроме приобретения новых программ и методичных пособий, для директоров и воспитателей детских садов организованы курсы переподготовки. В настоящее время в республике находится 40 детских садов. В детских садах обучаются дети возрастом от трёх до шести лет.
По состоянию на 2018 год, детские сады работают с двойной нагрузкой. Например в одном из детских садов Степанакерта вместо предусмотренных 110 детей обучается более 190. Через 1-1,5 года в столице могут открыться ещё два детских сада. В сельской местности, например, в сёлах Хачен (Сейидбейли), Мачкалашен (Джютджю) и Аракел (Аракюль) в том же году ситуация обстояла совсем иначе. Детские сады были оборудованы в соответствии со всеми европейскими нормами, но из-за небольшого количества детей могли быть закрыты.
Дошкольные учреждениях, оказавшихся по результатам войны 2020 года под контролем Азербайджана (такие, как в сёлах Карин-так и Аракел, городе Гадруте), по состоянию на ноябрь 2021 года, не функционируют.

## Среднее образование
Общеобразовательные школы функционировали во всех населённых пунктах республики. Общая численность общеобразовательных школ в НКР составляла 233, из них 73 % средние, 8 % начальные и 19 % девятилетние. В Степанакерте функционировали двенадцать школ, в Мартуни (Ходжавенд) — три, в Мартакерте (Агдере)— две. В остальных населённых пунктах функционировали по одной школе.
1 сентября 2010 года в первый класс школ НКР поступили более 2200 учеников, что почти вдвое больше числа выпускников школ республики в предыдущем учебном году. В 2010—2011 учебном году в НКР работали 230 школ, в которых учились около 20500 учеников и преподавали около 5000 учителей.
В новых зданиях начали учебный год степанакертская школа № 11, беркадзорская и ногарюхская школы в Аскеранском районе, школа № 2 в селе Чартар Мартунинского района. В целом за годы после карабахской войны в НКР было построено около 60 новых школ и приблизительно столько же отремонтировано. Однако здания некоторых образовательных учреждений Степанакерта и сельских школ всё ещё требуют капитального ремонта и улучшения условий. В 2011 году было завершено строительство новых школ в селе Вагуас (Гозлу) Мартакертского района и селе Гиши Мартунинского района.
С 14 по 19 марта 2011 под эгидой министерства образования и науки Нагорно-Карабахской Республики проходили «Дни русского слова в общеобразовательных школах НКР».
В результате войны 2020 года часть школ была утрачена: несколько перешло под контроль Азербайджана (в том числе, две школы в Шуши), одна большая школа в селе Кнараван — сожжена армянами при оставлении села.

## Среднее специальное образование

### Училища
В республике работали два ремесленных училища, в Степанакерте и в Мартуни. В ремесленных образовательных учреждениях НКР существовала проблема набора необходимого контингента.

### Колледжи
Четыре колледжа работали в городе Степанакерте:
- Сельскохозяйственный
- Хореографический
- Медицинский им. Т. Камаляна
- Музыкальный им. Саят-Новы

### Гимназии
Работали три гимназии, все в Степанакерте:
- Филиал Ереванской физико-математической школы им. А. Шагиняна
- Арцахского государственного университета
- Министерства обороны НКР

## Высшее образование
По состоянию на 2009 г. в Нагорно-Карабахской Республике работали 5 высших учебных заведений, все они были расположены в Степанакерте, из них 2 государственных и 3 частных.
Государственные:
- Арцахский государственный университет
- Степанакертский филиал аграрного университета Армении

Частные:
- Университет «Григорий Нарекаци»
- Университет «Месроп Маштоц»[7]
- Институт прикладного творчества «Акоп Гюрджян»